# تاراس كوزيو
تاراس كوزيو (بالإنجليزية: Taras Kuzio)‏ (و. 1958  م) هو مؤرخ، وعالم سياسة، واقتصادي، وأستاذ جامعي  من المملكة المتحدة، وكندا، ولد في هاليفاكس.

## التعليم
تعلم في جامعة لندن، وتعلم في جامعة برمنغهام، وتعلم في جامعة ساسكس
.